# Vikaren
Vikaren är en sjö i Ånge kommun i Medelpad och ingår i Ljungans huvudavrinningsområde. Sjön har en area på 0,287 kvadratkilometer och ligger 242,1 meter över havet.

## Delavrinningsområde
Vikaren ingår i det delavrinningsområde (694952-152588) som SMHI kallar för Mynnar i Leringen. Medelhöjden är 255 meter över havet och ytan är 6,57 kvadratkilometer. Räknas de 32 avrinningsområdena uppströms in blir den ackumulerade arean 170,29 kvadratkilometer. Kassjöån som avvattnar avrinningsområdet har biflödesordning 3, vilket innebär att vattnet flödar genom totalt 3 vattendrag innan det når havet efter 98 kilometer. Avrinningsområdet består mestadels av skog (84 procent). Avrinningsområdet har 0,25 kvadratkilometer vattenytor vilket ger det en sjöprocent på 3,7 procent.